# Kurash nos Jogos Asiáticos de Artes Marciais de 2009
As competições de kurash nos Jogos Asiáticos de Artes Marciais de 2009 ocorreram entre 6 e 8 de agosto. Quatorze eventos foram disputados.

## Calendário
| Agosto | 1 | 2 | 3 | 4 | 5 | 6 | 7 | 8 | 9 | Finais |
| ------ | - | - | - | - | - | - | - | - | - | ------ |
| Kurash |   |   |   |   |   | 4 | 5 | 5 |   | 14     |

## Quadro de medalhas
| Ordem | País           | Medalha de ouro | Medalha de prata | Medalha de bronze |    |
| ----- | -------------- | --------------- | ---------------- | ----------------- | -- |
| 1     | Cazaquistão    | 4               | 1                | 2                 | 7  |
| 2     | Uzbequistão    | 3               | 1                | 2                 | 6  |
| 3     | Índia          | 2               | 1                | 3                 | 6  |
| 4     | Tailândia      | 1               | 5                | 1                 | 7  |
| 5     | Taipé Chinesa  | 1               | 2                | 5                 | 8  |
| 6     | Afeganistão    | 1               | 1                | 1                 | 3  |
| 7     | Mongólia       | 1               |                  | 2                 | 3  |
| 8     | Turquemenistão | 1               |                  |                   | 1  |
| 9     | Vietname       |                 | 3                | 1                 | 4  |
| 10    | Iraque         |                 |                  | 2                 | 2  |
| 10    | Síria          |                 |                  | 2                 | 2  |
| TOTAL | TOTAL          | 14              | 14               | 21                | 49 |

## Medalhistas
| Evento                                               | Ouro                                    | Prata                              | Bronze                                                                   |
| Até 60 kg masculino (detalhes[ligação inativa])      | THA Tailândia Sarawut Petsing           | AFG Afeganistão Abdul Wahed Wahedi | MGL Mongólia Gonchigsumlaagiin Ganbaatar UZB Uzbequistão Uktam Ergashev  |
| Até 66 kg masculino (detalhes[ligação inativa])      | UZB Uzbequistão Olim Ravshanov          | TPE Taipé Chinês Hsu Peng-Yao      | MGL Mongólia Erkhbayaryn Batkhuyag SYR Síria Fadi Darwish                |
| Até 73 kg masculino (detalhes[ligação inativa])      | KAZ Cazaquistão Ramazan Mustafayev      | VIE Vietnã Nguyen Tuan Hoc         | IND Índia Parveen Thakur IRQ Iraque Siaf Khedher                         |
| Até 81 kg masculino (detalhes[ligação inativa])      | TPE Taipé Chinês Chen Fu-Chen           | IND Índia Krishan Kumar            | SYR Síria Oudai Al-Mawirdi                                               |
| Até 90 kg masculino (detalhes[ligação inativa])      | UZB Uzbequistão Sherali Juraev          | KAZ Cazaquistão Ruslan Abdrazakov  | TPE Taipé Chinês Chang Chieh-Hsiang AFG Afeganistão Najibullah Omar Khil |
| Até 100 kg masculino (detalhes[ligação inativa])     | AFG Afeganistão Ekramuddin Ahmadi       | THA Tailândia Kitsana Julapho      | IRQ Iraque Ali Abdul-Hussein IND Índia Manish Kumar                      |
| Mais de 100 kg masculino (detalhes[ligação inativa]) | KAZ Cazaquistão Beibut Istybayev        | UZB Uzbequistão Ikrom Nurullaev    | TPE Taipé Chinês Liu I-Wen THA Tailândia Likhit Ritthisak                |
| Até 48 kg feminino (detalhes[ligação inativa])       | UZB Uzbequistão Mukaddas Kubeyeva       | THA Tailândia Ornareeya Konngoen   | TPE Taipé Chinês Yu Ying-Ying VIE Vietnã Phan Thu Phuong                 |
| Até 52 kg feminino (detalhes[ligação inativa])       | IND Índia Shally Manral                 | THA Tailândia Anchali Kanyayon     | Nenhuma                                                                  |
| Até 57 kg feminino (detalhes[ligação inativa])       | MGL Mongólia Lkhagvakhuugiin Ochirpurev | VIE Vietnã Nguyen Thi Lan          | KAZ Cazaquistão Aina Zharmanova TPE Taipé Chinês Huang Shih-Han          |
| Até 63 kg feminino (detalhes[ligação inativa])       | KAZ Cazaquistão Meruert Zhakisheva      | VIE Vietnã Nguyen Thi Huong        | IND Índia Nayana Bhal Paul TPE Taipé Chinês Du Yu-Ling                   |
| Até 70 kg feminino (detalhes[ligação inativa])       | KAZ Cazaquistão Kalshan Tayjanova       | TPE Taipé Chinês Cheng Yi-Chen     | UZB Uzbequistão Gulmira Ismatova                                         |
| Até 78 kg feminino (detalhes[ligação inativa])       | IND Índia Jaya Chaudhary                | THA Tailândia Chumerin Pongsumang  | Nenhuma                                                                  |
| Mais de 78 kg feminino (detalhes[ligação inativa])   | TKM Turcomenistão Shirin Kubayeva       | THA Tailândia Kessinee Thongngok   | KAZ Cazaquistão Anar Seitimova                                           |